# شهاب الدين الرملي
شهاب الدين أحمد بن حمزة الرملي المنوفي المصري الأنصاري الشافعي (ت 957هـ/1550م) فقيه شافعيّ، من رملة المنوفية بمصر. وبلده كما قال الشيخ عبد الوهاب الشعراني قرية صغيرة قريباً من البحر بالقرب من منية العطار تجاه مسجد الخضر عليه السلام بالمنوفية، وهو أحد الأجلاء من تلاميذ شيخ الإسلام القاضي زكريا الأنصاري، وكان مقدماً عنده حتى أذن له أن يصلح في مؤلفاته في حياته وبعد مماته، ولم يأذن لأحد سواه في ذلك، وأصلح عدة مواضع في شرح البهجة، وشرح الروض لشيخ الإسلام، وكتب شرحاً عظيماً على صفوة الزبد في الفقه، وكتبه الناس في حياته وقرأوه عليه، جمع فيه غالب ترجيحاته وتحريراته، وله مؤلفات أخر، وجمع الشيخ شمس الدين الخطيب الشربيني فتاويه، فصارت مجلداً.

## مؤلفاته
من كتبه:
- فتح الجواد بشرح منظومة ابن العماد؛ في المعفوات.
- الفتاوى؛ جمعها ابنه شمس الدين محمد.
- فتاوى جمعها تلميذه الخطيب الشربيني.
- فتح الرحمن بشرح زبد ابن رسلان، في الفقه.
- تعليق على مقدمة الزاهد، المعروفة بـ«الستين مسألة» للإمام أبي العباس أحمد الزاهد.
- تسلية الكئيب بفقد الحبيب.
- حاشية على أسنى المطالب شرح روض الطالب لشيخ الإسلام زكريا الأنصاري.
- حاشية على شرح تحرير تنقيح اللباب لشيخ الإسلام زكريا الأنصاري.
- شرح الآجرومية.
- شرح شروط الوضوء.
- شرح زبدة العلوم.
- شرح منظومة البيضاوي في النكاح.
- شروط المأموم والإمام.
- غاية المأمول في شرح ورقات الأصول لإمام الحرمين الجويني.

## شيوخه
تفقه شهاب الدين الرملي على كثير من المشايخ والعلماء، فمنهم:
- شيخ الإسلام أبو المعالي محمد بن محمد بن أبي بكر، المعروف بابن عوجان المقدسي المصري الشافعي (822-906هـ).
- الإمام الحافظ جلال الدين السيوطي (849-911هـ).
- الإمام العلامة المحقق قاضي القضاة برهان الدين أبو إسحاق إبراهيم بن محمد بن أبي بكر، المعروف بابن أبي الشريف المقدسي المصري الشافعي (833-913هـ).
- شيخ الإسلام قاضي القضاة زين الدين أبو يحيى زكريا بن محمد بن أحمد بن زكريا الأنصاري السنيكي ثم القاهري الأزهري الشافعي (826-926هـ).
- الإمام الحافظ شمس الدين أبو الخير محمد بن عبد الرحمن بن أبي بكر السخاوي القاهري الشافعي (831-902هـ).
- الإمام العلامة زين الدين خالد بن عبد الله بن أبي بكر المصري الأزهري الوقَّاد (838-905هـ).

## تلاميذه
أخذ عنه ولده بالمكاتبة محمد شمس الدين الرملي، والخطيب الشربيني، والشيخ نور الدين الطنبذائي، والشيخ شهاب الدين الغزي حين قدم القاهرة مع والده في سنة اثنتين وخمسين وتسعمائة، وغيرهم، بل انتهت إليه الرئاسة في العلوم الشرعية بمصر، حتى صارت علماء الشافعية بها كلهم تلامذته إلا النادر، إما طلبته وإما طلبة طلبته، وجاءت إليه الأسئلة من سائر الأقطار، ووقف الناس عند قوله، وكان جميع علماء مصر وصالحيهم حتى المجاذيب يعظمونه ويجلونه، حتى أقران شيوخه، وكذلك صار لولده محمد المنوفي على رأس القرن العاشر، وكان يخدم نفسه، ولا يمكن أحداً يشتري له حاجة من السوق إلى أن كبر سنه وعجز.

## أقوال العلماء فيه
قال نجم الدين الغزي: «الشيخ العالم العلامة، الناقذ الجهبذ الفهامة، شيخ الإسلام والمسلمين، شهاب الدين الرملي».
وقال الإمام عبد الوهاب الشعراني: «الإمام العالم الصالح، خاتمة المحققين بمصر والحجاز والشام».
وقال الإمام ابن حجر الهيتمي:«أجلُّ جماعة الشيخ زكريا الأنصاري، محقق أهل عصره باتفاق أهل مصره».
وقال ابنه الإمام شمس الدين الرملي: «الشيخ الإمام، والحَبر الهمام، العالم العلامة، والحبر البحر الفهامة، شيخ مشايخ الإسلام، العالم الرباني والعامل الصمداني، شيخ الإفتاء والتدريس، ومحلُّ الفروع والتأسيس».

## وفاته
توفي شهاب الدين الرملي بالقاهرة في يوم الجمعة مستهلاً جمادى الآخرة سنة سبع وخمسين تسعمائة (957هـ)، وصلوا عليه في الأزهر. قال عبد الوهاب الشعراني: «وما رأيت قط في عمري جنازة اجتمع فيها خلائق مثل جنازته، وضاق الجامع عن صلاة الناس فيه ذلك اليوم حتى أن بعضهم خرج وصلى في غيره، ثم رجع للجنازة، ودفن بتربته قريباً من جامع الميدان خارج باب القنطرة، فأظلمت مصر وقراها بعد موته رحمه الله تعالى».